# 釋法寧
釋法寧（1081年—1156年），號馬嗜山，人稱馬嗜禪師，為宋朝東密州莒縣（今中國山東省日照市莒縣）李氏之子，華亭昭慶寺沙門。

## 生平
法寧法師初依止沂州天寧寺妙空明和尚出家，長期隨侍參學，得到雲門宗旨的完整教授，之後離往開天寧寺前往沂州住持淨居寺，大弘雪竇重顯的雲門宗禪法。。
南宋紹興年間，法寧法師前往華亭青龍寺。鎮察判章滾母的夫人高氏夢中有天人來告訴她：「古佛來也。」隔日法師正好抵達華亭，便恭迎法師到錢氏園劃地築建精舍。工人在掘地時，挖出了鐵磬、斷碑和佛像，於是華亭縣令柳約奏報朝庭，賜匾淨居寺，後改為「昭慶禪寺」，宋朝右丞相朱諤禮請法師接任昭慶禪寺開山住持。
馬嗜禪師於南宋紹興二十六年（1156年）正月八日，淨身沐浴後端坐說法後，向常住眾請辭坐化圓寂，生死自由，世壽七十六歲，僧臘五十九，於昭慶寺東邊建塔供奉。

## 法嗣

### 師長
- 釋妙空